# Nyikolaj Szergejevics Trubeckoj
Nyikolaj Szergejevics Trubeckoj herceg (oroszul: Николай Сергеевич Трубецкой), Moszkva, 1890. április 16. – Bécs, 1938. június 25.) orosz nyelvész és történész, a prágai iskola és az alaki fonológia alapjainak lefektetője, a strukturális nyelvészet megalkotója, az eurázsianizmus egyik kidolgozója.

## Származása
A családi hagyomány szerint litván Gediminas fejedelmi (nagyhercegi) család leszármazottja (a családnév litván nyelven Trubeckojus, lengyelül: Trubecki vagy Trubieckoj, ruszinul Trubetsky, ukránul: Трубецький vagy Трубецькoй, fehéroroszul Трубяцкі).

## Élete
A moszkvai egyetemen végzett 1913-ban, és az 1917-es forradalomig előadótanárként ott is tanított. Ezt követően a rosztovi egyetem, majd 1920–22-ben a szófiai egyetem, végül a bécsi egyetem szláv filológiai tanszékének professzora haláláig. Tisztázatlan körülmények között egy Gestapo kihallgatás után halt meg, halotti anyakönyve szerint szívrohamban, miután 1938-ban a nemzetiszocializmus ideológiai alapjait támadó munkát jelentetett meg.

## Eurázsianizmus
Trubeckoj az eurázsianizmus szellemi áramlatának és politikai mozgalmának egyik alapítója volt. Markáns megfogalmazása szerint „Egyetlen igazi ellentét létezik: A romanogermánok és a világ többi népei, Európa és az emberiség között.” hivatkozza: 

## Munkássága
Trubeckojt emellett nyelvelméletei tették híressé. A nyelvtudományokban, különösen a fonológia területén kutatott. Témája a fonológiai rendszerek kialakulása és fejlődése egyes nyelvekben, majd ezek általános összefüggései. Első cikkét 1905-ben publikálta még egyetemi tanulmányai előtt. Szakdolgozatának témája a fő indoeurópai nyelvek fejlődése volt. Bécsben a korai írott nyelvek fejlődését, valamint a nyelv vizsgálatának új módszereit tanulmányozta, amelyben alapvető újdonság volt a funkcionális logika alkalmazása. A nyelvek oszthatatlan egységeit kereste, amelyek a nyelvfejlődés során lassan, vagy egyáltalán nem változnak, és változatlanul kerülnek át az areális nyelvkiegyenlítődés során más nyelvekbe. Az összehasonlító nyelvészet általános képével ellentétben azt állította, hogy a nyelvek nem protonyelvek szétválásával, hanem ősi nyelvek közeledésével alakultak ki.
Az ezt tárgyaló munkáját posztumusz adták ki 1939-ben, ezért a körülötte kibontakozó vitákhoz már nem szólhatott hozzá, hogy megvédje és kiteljesítse elméleteit. Ennek ellenére e munkától számítják a fonológia önálló tudománykénti kiválását a fonetika tudományából.
Munkássága a mai nyelvészetben már mellőzött korpusz. Ennek oka az, hogy elméleteinek egyik következménye a merevvé rögzült nyelvcsaládelméletek kritikája. A nyelvek oszthatatlan és lassan változó elemei ugyanis szerinte alapvetően szemben állnak a nyelvcsaládelméletek Jacob Grimm-féle hangtörvényeivel.

## Magyarul
- Dzsingisz kán hagyatéka; ford. Bazsó Márton et al., utószó Pálfalvi Lajos; Attraktor, Máriabesnyő, 2011